# Hermes Records
Hermes Records is een Iraans platenlabel waarop 'moderne' Perzische muziek uitkomt van Iraanse en andere musici die de grenzen willen verleggen. Het werd opgericht in 1999 en sindsdien zijn er meer dan vijftig albums verschenen. Het label is gevestigd in Teheran.
Musici die op het label uitkwamen zijn: Alireza Mashayekhi, Hossein Alizadeh, Dušan Bogdanović, Farokhzad Layegh, Soheil Nafisi, Amir Eslami, Peyman Yazdanian, Ali Boustan, Pejman Hadadi, Kiawasch Saheb Nassagh, Mehrdad Pakbaz, Morteza Sa'edi, Hooshyar Khayam, Nima A Rowshan, Ardavan Vossoughi, Sahba Arminikia en Golfam Khayam. 